# Grahovac
Grahovac (cyr. Граховац) – wieś w Czarnogórze, w gminie Nikšić. W 2011 roku liczyła 117 mieszkańców.